# Mestre de Moulins
Jean Hey (ou Jean Hay) (c. 1475 — c. 1505), antes conhecido como Mestre de Moulins, foi um pintor flamengo associado à corte do Duque da Borgonha.
Seu trabalho mais conhecido, um tríptico na Catedral de Moulins, data do final do século XV e está em perfeito estado de convervação. Até o final do século XX, sua identidade era desconhecida. Pouco se sabe sobre ele, mas acredita-se que tenha estudado com Hugo van der Goes e que passou seus últimos anos em Paris.